# Monastère Saint-Jean de la Peña
Pour les articles homonymes, voir Peña (homonymie).
L’abbaye ou monastère Saint-Jean de la Peña (en espagnol : Real Monasterio de San Juan de la Peña ; en aragonais : Monesterio de Sant Chuan d'a Penya) est situé à vingt-trois kilomètres au sud-ouest de la ville de Jaca et à deux kilomètres du village de Santa Cruz de la Serós (province de Huesca, communauté autonome d'Aragon, Espagne). Après une longue montée dans la sierra de la Peña, à 1 200 m d’altitude, dans un site spectaculaire, le monastère apparaît minuscule sous le surplomb du rocher. En raison de son ancienneté et de son emplacement, le plan du monastère est très atypique. Saint-Jean était l'un des monastères les plus influents de l'Espagne chrétienne au XIe et XIIe siècles ; il accueille les sépultures d'une grande partie des souverains d'Aragon.

## Histoire
Symbole du maintien de la foi chrétienne dans les Pyrénées au temps de l'occupation musulmane, ce monastère a été choisi comme panthéon par les rois et certains nobles d'Aragon et de Navarre. Il a été fondé en l’an 920 dans ce site très reculé par Galindo II Aznárez, comte d’Aragon sur des lieux anciennement occupés par les ermites qui se seraient retirés dans ce coin caché des Pyrénées, à la suite de l'invasion musulmane, aux alentours de l’an 720. Au XIe siècle, le couvent adopte la règle bénédictine et met en œuvre la réforme clunisienne. Les généreuses donations royales (par exemple celle du village de Lizagurria en 1027) y attirent de nombreux moines, souvent français.
Le monastère de la Peña a été un point de passage sur le Camino aragones des Chemins de Saint-Jacques-de-Compostelle. Au Moyen Âge, de nombreux pèlerins s'y rendaient pour admirer sa relique la plus importante, le Santo Caliz (« saint calice » ou Graal), aujourd'hui conservé en la cathédrale Sainte-Marie de Valence. C'est à Saint-Jean que le rite romain (qui par la suite a progressivement remplacé le rite mozarabe dans l'Église catholique en Espagne) a été célébré pour la première fois en Espagne, le 22 mars 1071.
L'abbaye atteint l'apogée de sa puissance économique et politique au début du XIIe siècle, avec de nombreuses possessions en Aragon et en Navarre et l'accueil des sépultures des rois d'Aragon. Saint-Jean donne son nom à la Chronique de San Juan de la Peña, importante source pour l'histoire de l'Aragon médiéval, rédigée à l'initiative du roi d'Aragon Pierre IV vers 1342, et dont une grande partie du contenu est issue de documents produits à l'abbaye.
Par la suite, la poursuite de la Reconquista dans la vallée de l'Èbre éloigne peu à peu l'attention des élites aragonaises. En 1494, un incendie endommage gravement le monastère. Au XVIIe siècle, à la suite d'un autre incendie, un nouveau monastère de style baroque est construit plus haut.

## Ancien monastère

### Étage inférieur

Plan du monastère :
a) Étage supérieur
1. Fournil
2. Panthéon royal
3. Panthéon des nobles
4. Musée
5. Église supérieure (style roman)
6. Porte mozarabe
7. Chapelle gothique Saint-Victorien
8. Cloître roman
9. Chapelle Saint-Voto
b) Étage inférieur
10. Église préromane
11. Salle capitulaire.

L’église basse, par la suite, fit office de crypte, a été construite au début du Xe siècle et consacrée en 920 ; c'est l'une des rares constructions mozarabes subsistant dans la région. Elle est dédiée à saint Julien l'Hospitalier et à sainte Basilisse, ainsi qu'à saint Jean-Baptiste. Elle est faite de deux nefs accolées, séparées par de grands arcs ; deux niches creusées dans le roc servent d'absides où l'on décèle, de même qu'à l'intérieur, des arcs et des décorations murales. La double nef s'explique par la coexistence pendant au moins un siècle de deux communautés masculines et féminines ; la communauté féminine quitte l'endroit en 1024, lorsque Sanche III Garcés fonde un nouveau monastère féminin à proximité (également sur la commune actuelle de Santa Cruz de la Serós).
La « salle des conciles », construite après l'église, sous le règne de Sanche III Garcés, tire son nom d'un pseudo-concile qui s'y est réuni en 1057, sous le règne de Ramire Ier d'Aragon. Il s'agit en fait du dortoir des moines ; il communique avec l'église par une porte de style mozarabe.

### Étage supérieur

#### Panthéon royal
L'étage supérieur de l'ancien monastère abrite notamment les sépultures « panteón real » des souverains aragonais et navarrais sur près de cinq siècles, et notamment les trois premiers rois d'Aragon (Ramire Ier, Sanche Ier et Pierre Ier) ; les rois postérieurs à Pierre Ier sont enterrés à Saint-Pierre-le-Vieux (Huesca) et dans les abbayes de Poblet et Santes Creus. Il a été créé au XIIe siècle, sans doute dans l'ancienne sacristie. Son apparence actuelle résulte en grande partie de travaux de restauration menés au XVIIIe siècle sous l'impulsion du roi d'Espagne Charles III, au cours desquels ont été installés des plaques de bronze portant des inscriptions, ainsi que des sculptures de marbre et des moulages en stuc.
Alignées le long du mur gauche dans un décor de billettes et de perles, les niches funéraires sont frappées d'un écusson, d'un chrisme ou de la croix aux quatre rosaces, emblème d'lñigo Arista, un des fondateurs du royaume de Navarre. Sur une niche, on voit un ange emportant l'âme du défunt. Depuis le panthéon, on peut accéder à un musée où sont exposés les produits des fouilles effectuées dans le monastère. De nombreux nobles aragonais ont été enterrés aux côtés des souverains, le dernier en 1798 (Pedro Pablo Abarca de Bolea, comte d'Aranda).

#### Église

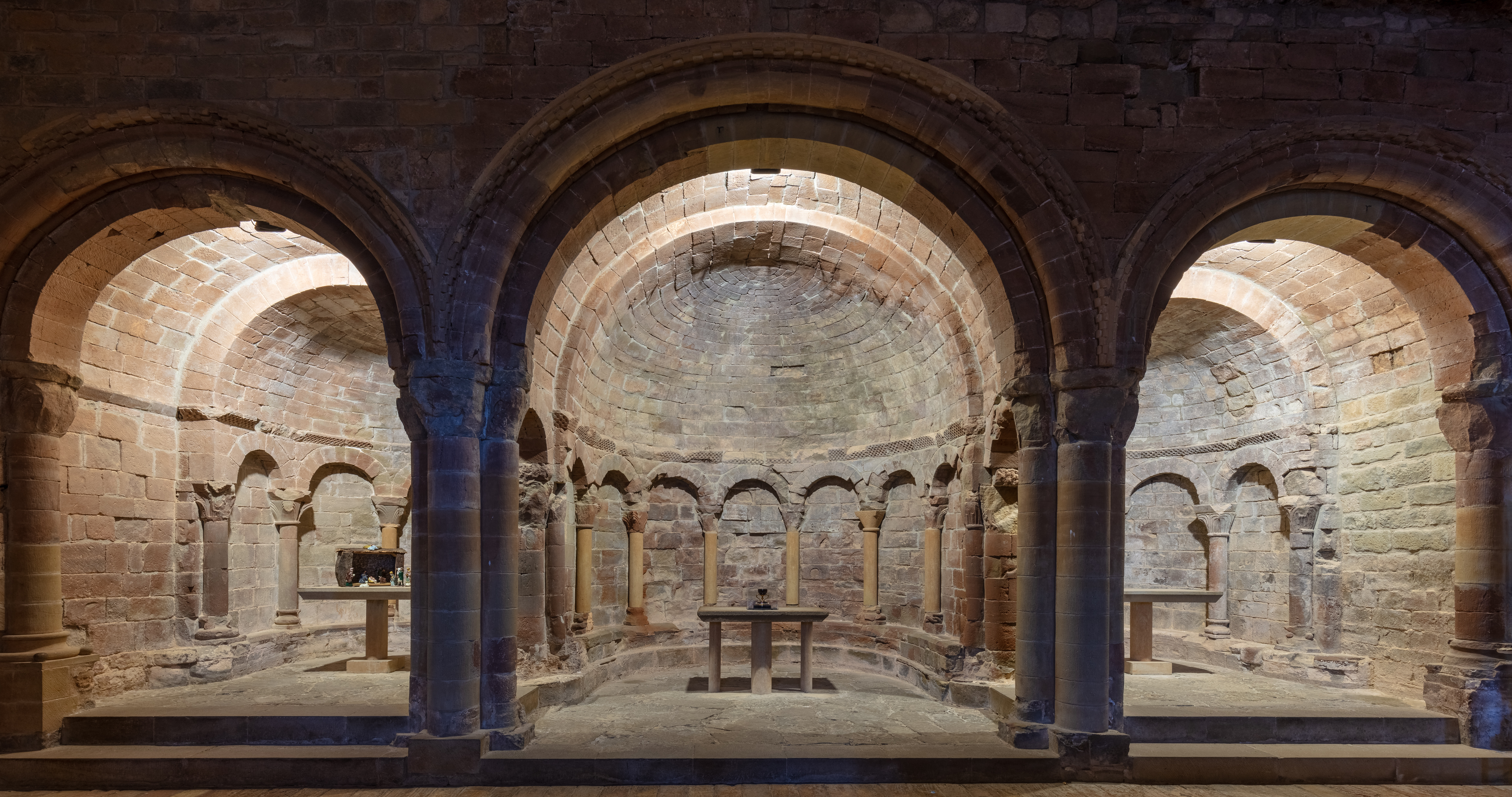
Absides de l'église haute dans le monastère. Janvier 2023.

L’église haute, dédiée à saint Jean, remonte à la fin du XIe siècle. Elle a été consacrée en 1094 par Amat d'Oloron, archevêque de Bordeaux. Une partie de sa nef unique a le rocher pour voûte et les trois chapelles absidiales décorées d'arcatures sont sculptées dans la paroi.

#### Cloître

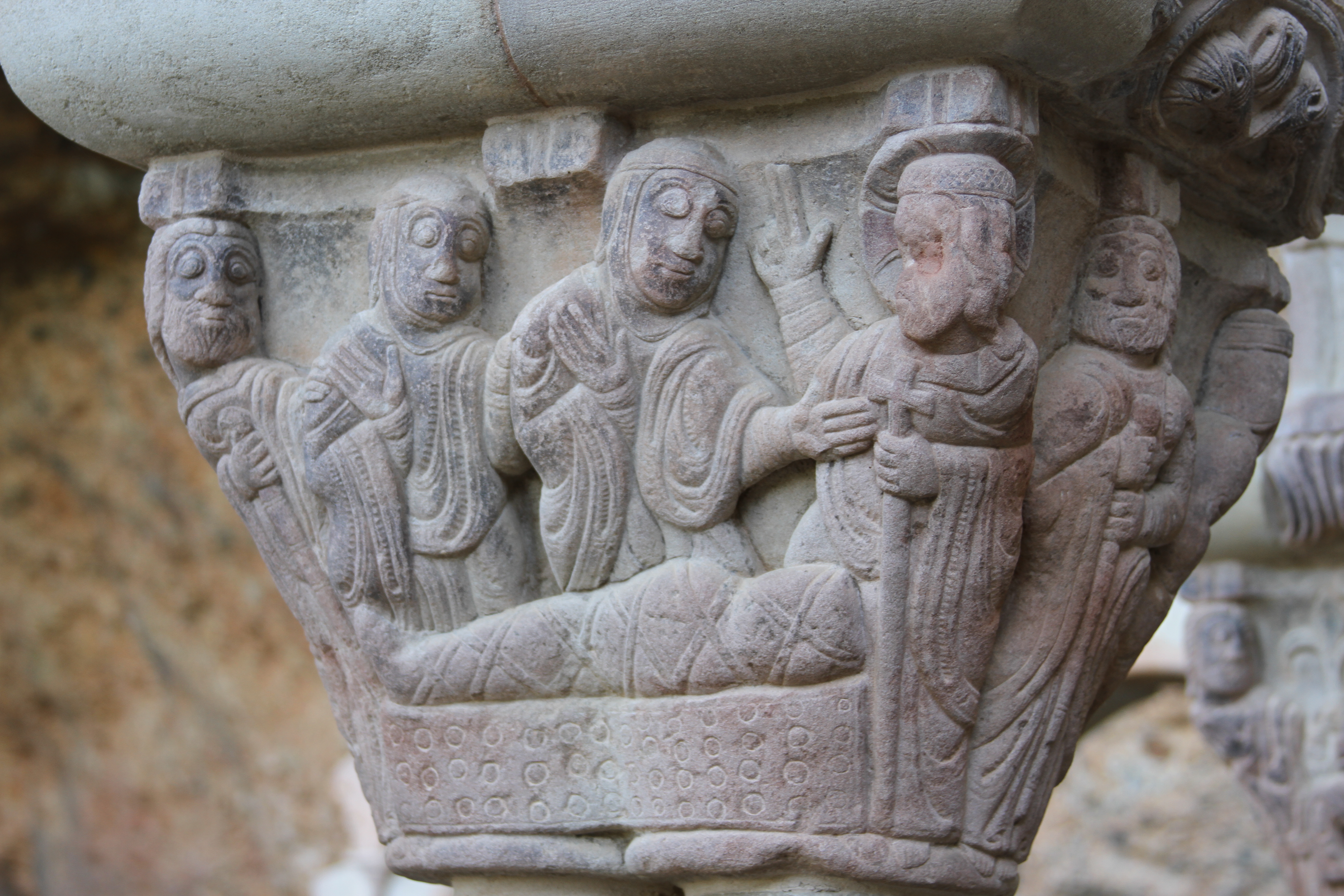
Chapiteau représentant la résurrection de Lazare.

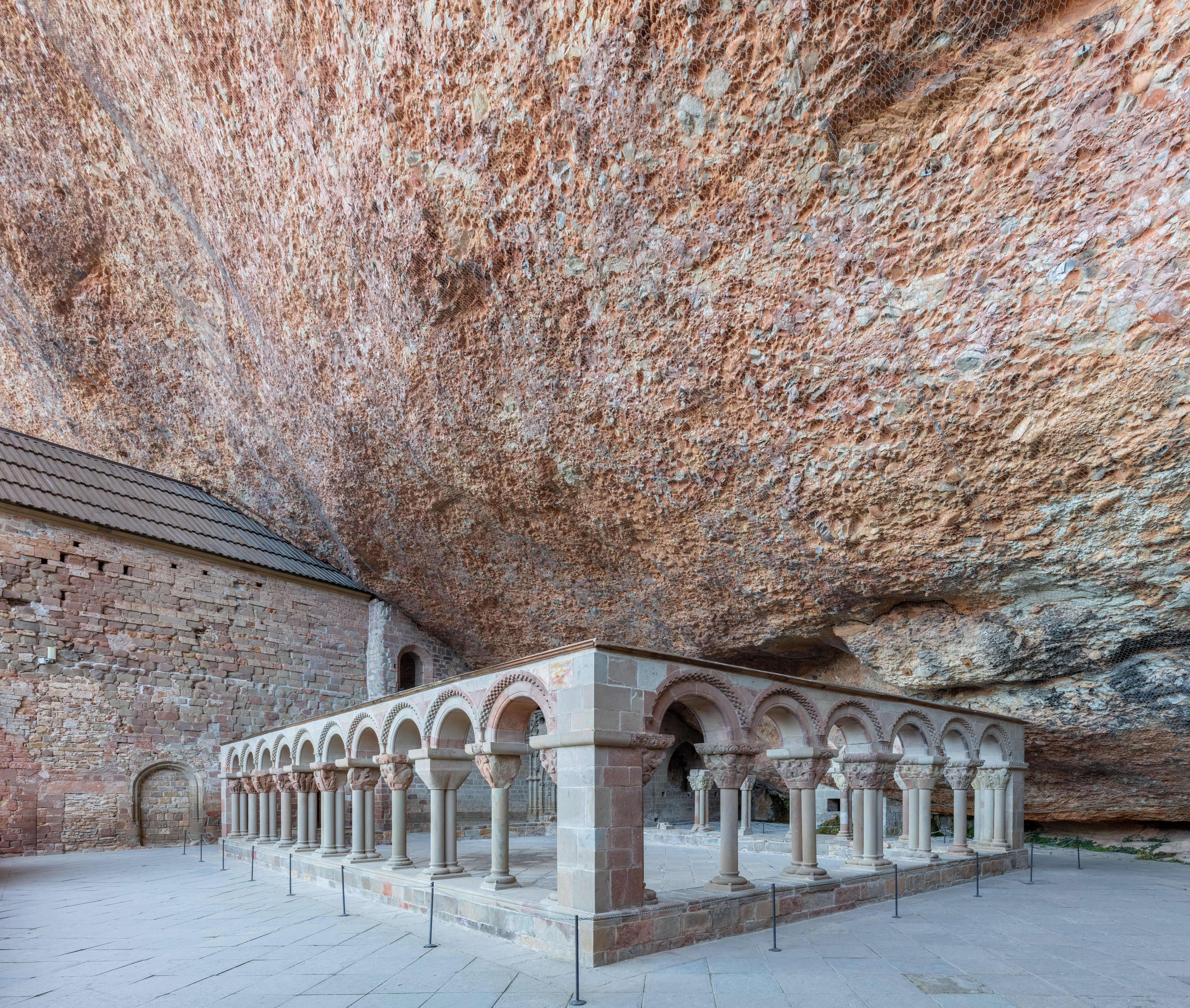
Le cloitre du monastère, à l'abri de la roche. Janvier 2023.

Le cloître a été construit entre la fin du XIe siècle et la fin du XIIe siècle. On y accède par une porte mozarabe. Coincé entre le précipice et la falaise qui lui fait une toiture insolite, le cloître n'a plus que deux galeries aux chapiteaux historiés et des fragments mal conservés d'une autre aile. La disposition originale des colonnes alternativement simples, doubles ou quadruples est reproduite en miniature entre le tailloir du chapiteau et les billettes de l'arcade.
On peut distinguer deux cycles de chapiteaux : le premier remonte à la fin du XIe siècle, il dénote une influence jacquaire et les chapiteaux représentent des animaux fantastiques ainsi que des motifs géométriques et végétaux. Le second, constitué de vingt chapiteaux et remplaçant vraisemblablement des chapiteaux antérieurs, dénote un style très personnel (ils sont attribués au « maître d'Agüero (es) », aussi appelé « maître de Saint-Jean de la Peña », identifié comme l'auteur possible d'autres œuvres dans la région) et un symbolisme qui a influencé la sculpture locale. La disposition des sujets suit l'ordre chronologique de la création de l'homme aux évangélistes, en représentant des épisodes de la Genèse et des Évangiles dont la plupart sont toujours identifiables aujourd'hui.

#### Chapelles
Une chapelle de style gothique fleuri date de la première moitié du XVe siècle ; cinq abbés de Saint-Jean de la Peña y sont enterrés. Une autre chapelle a été construite au XVIIe siècle, dans un style caractéristique de la transition entre périodes Renaissance et baroque.

## Nouveau monastère
Après un incendie survenu en 1675, il est décidé de ne pas reconstruire le monastère au même emplacement, et les moines s'installent donc au sommet de la barre rocheuse au flanc de laquelle se trouve l'ancien site. La construction commence en 1676 et s'étale jusqu'au début du XIXe siècle. Les bâtiments sont de style baroque. Les saints Jean le Baptiste (au centre) Indaletius ou Indalecio (à gauche ; un des premiers évangélisateurs de l'Espagne) et Benoît de Nursie (à droite, en tant que fondateur de l'ordre bénédictin) sont représentés sur le portail principal de l'église.

## Protection et visite
Saint-Jean de la Peña a été déclaré « monument national » (Monumento Nacional) le 13 juillet 1889 (ce qui correspond aujourd'hui à la catégorie « monument historique »). En 2004, la Députation générale d'Aragon a déclaré l'ensemble monastique et son environnement immédiat « bien d'intérêt culturel ».
L'église baroque du nouveau monastère accueille un centre d'interprétation consacré à l'histoire du royaume d'Aragon, et le site du nouveau monastère et autre centre d'interprétation consacré à la vie quotidienne des moines avant qu'ils ne quittent l'abbaye au début du XIXe siècle.
Le site accueille aujourd'hui un grand nombre de touristes. La route entre l'ancien monastère à flanc de montagne et le nouveau monastère construit au XVIIe siècle étant très étroite, et le stationnement impossible devant l'ancien monastère, les voitures sont obligées de stationner à proximité de ce nouveau monastère, où se trouve la billetterie, et où de grands parcs de stationnement ont été créés. Un service de navettes, comprises dans le prix du billet permet de rejoindre, en circulation alternée, le vieux monastère et d'en remonter.

## Galerie de photos

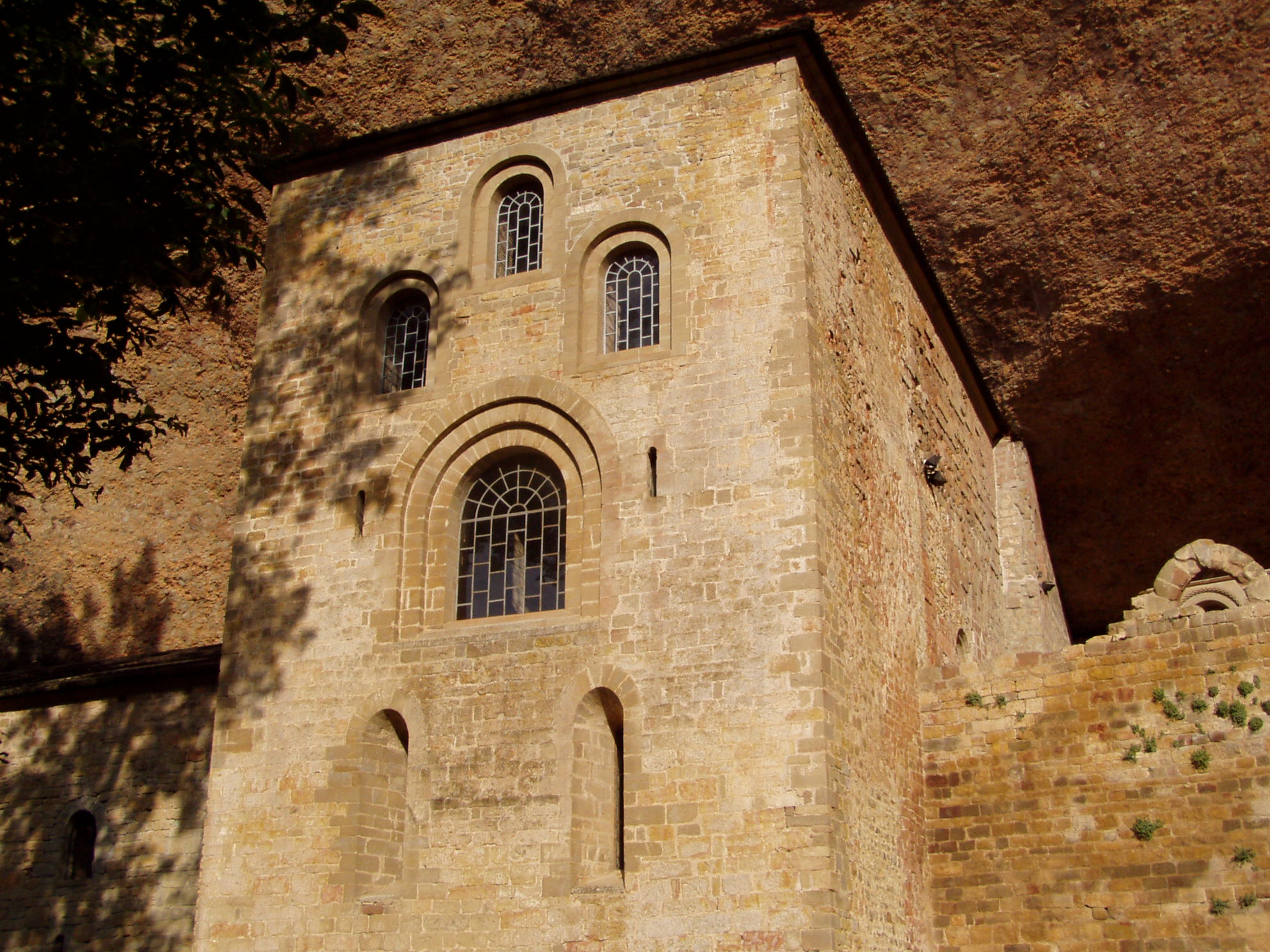
Église haute et église basse
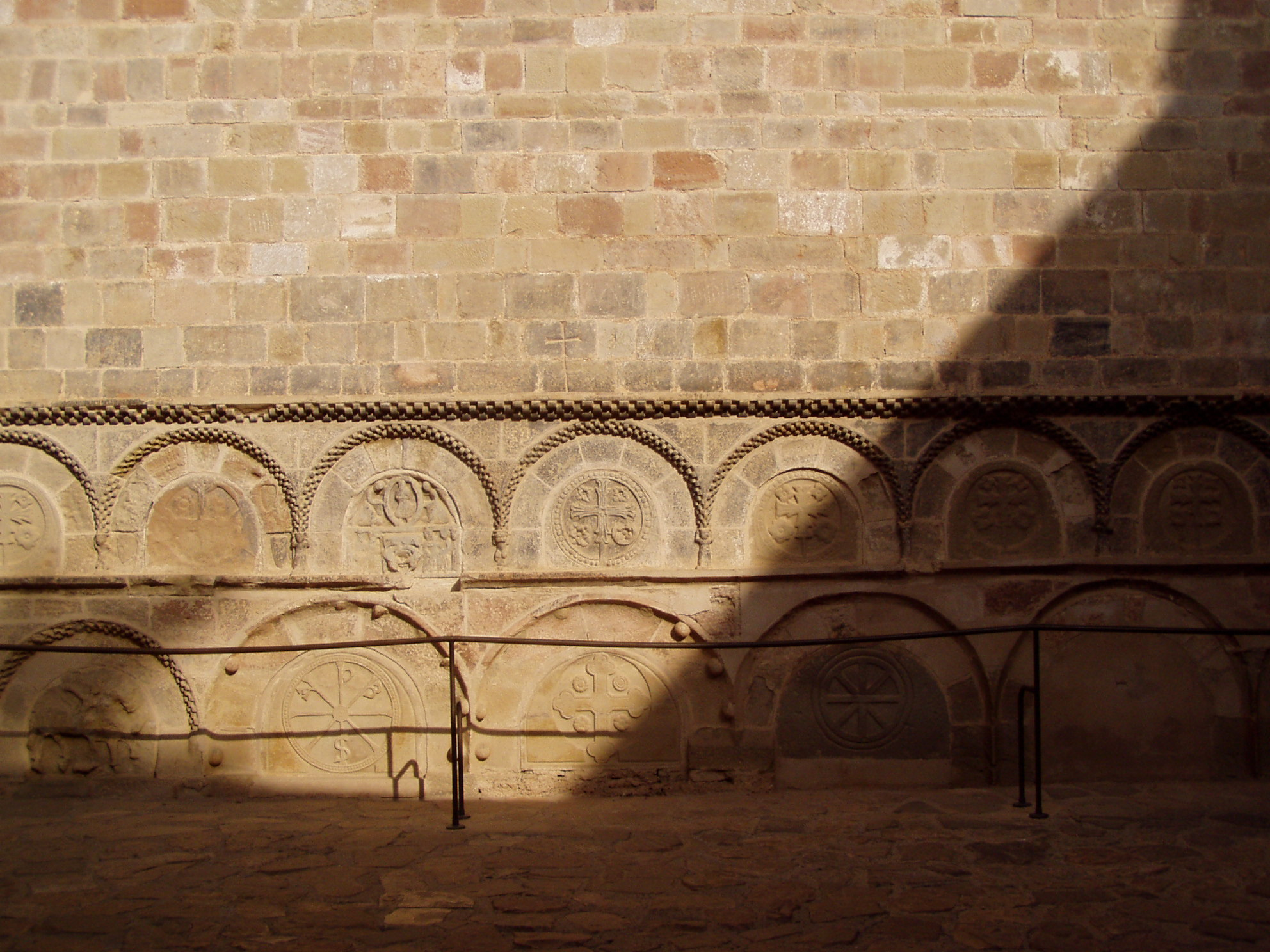
Le panthéon des nobles aragonais
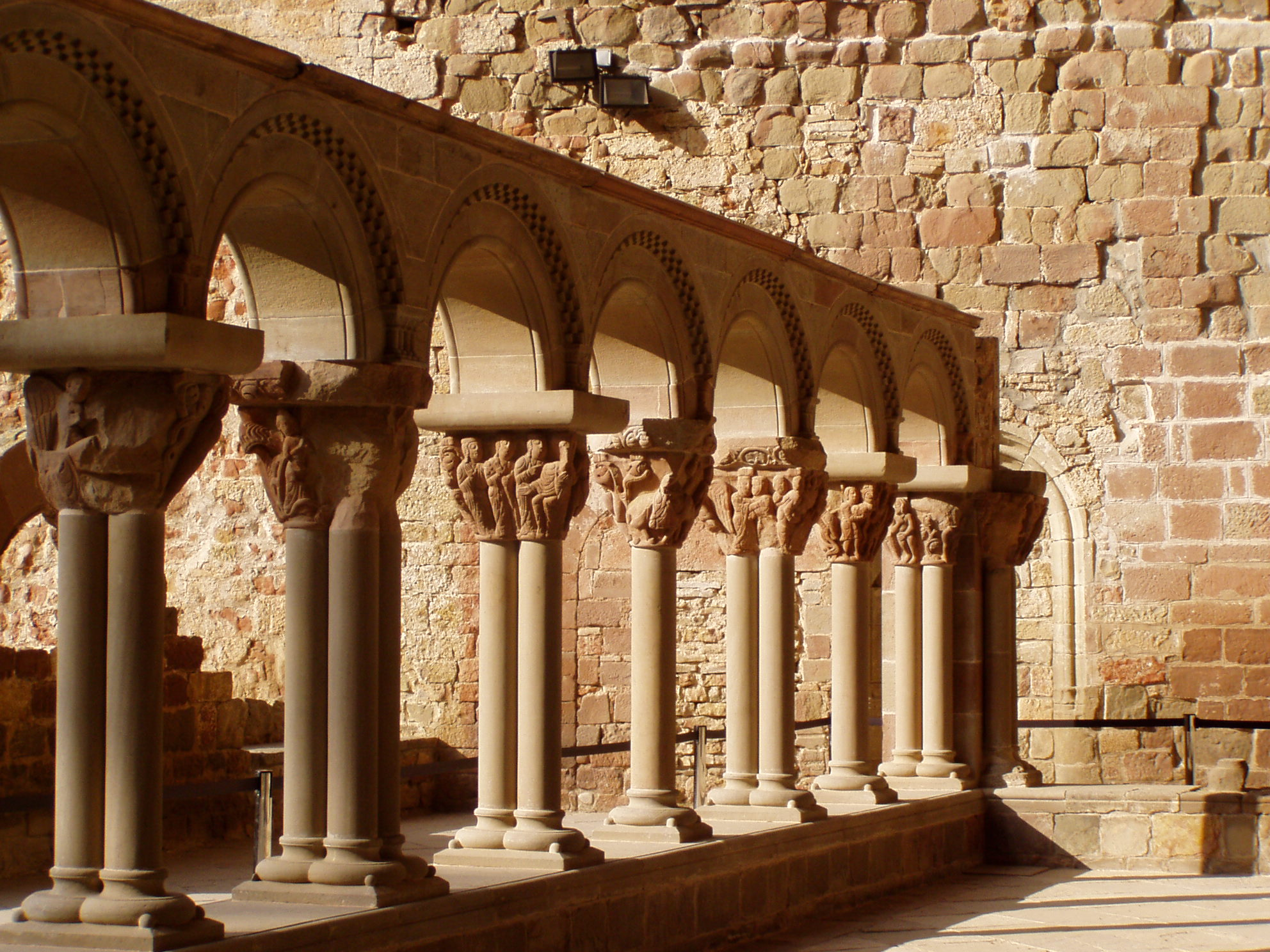
Le cloître
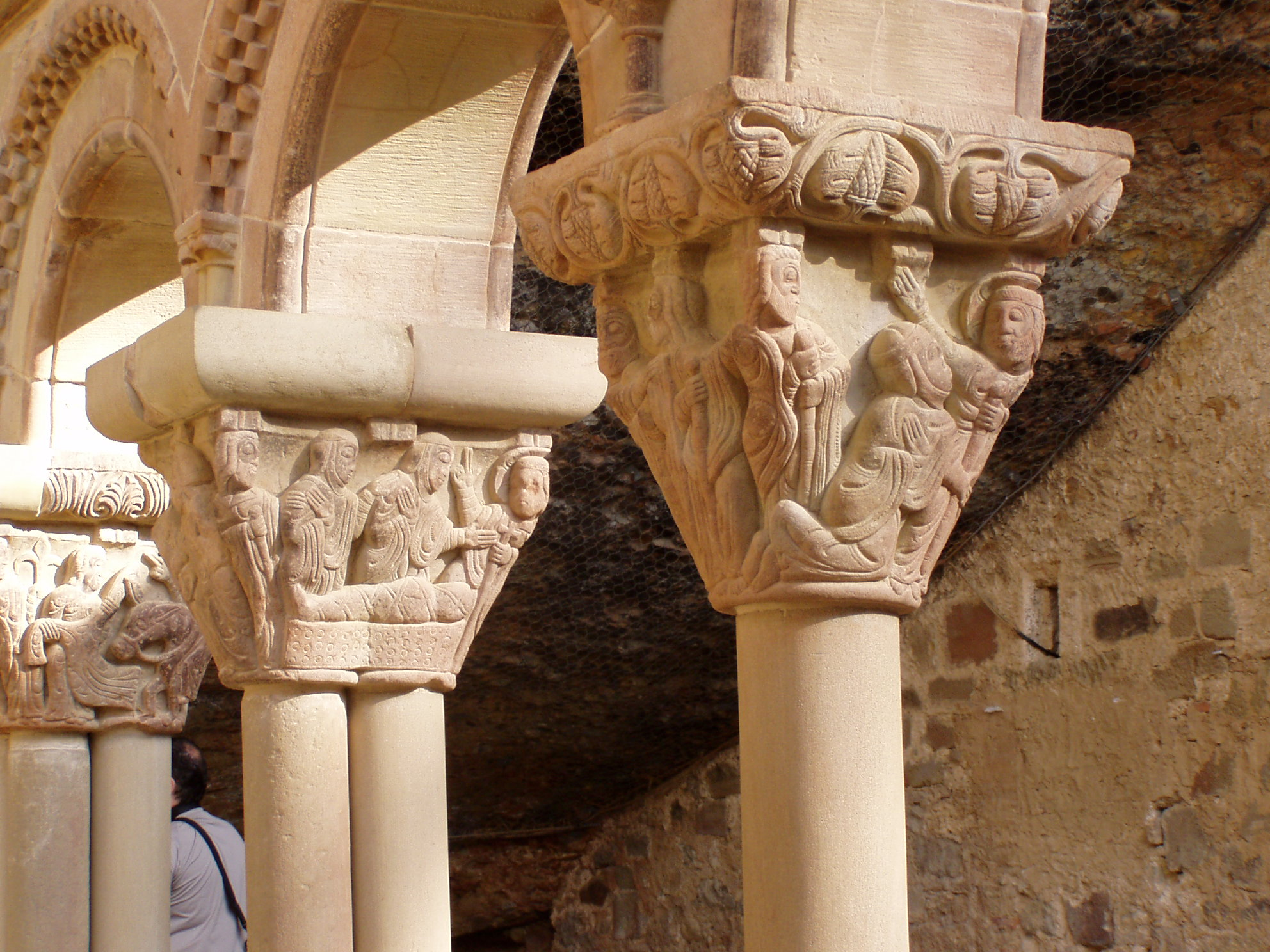
Chapiteaux du cloître

## Sports
L'ascension vers ce monastère, classée en seconde catégorie, fut au programme de la 5e étape de la Vuelta féminine 2024. Karlijn Swinkels passait cette difficulté en tête.